# آتلانتا (ایلینوی)
آتلانتا، ایلینوی (به انگلیسی: Atlanta, Illinois) یک شهر در ایالات متحده آمریکا با جمعیت ۱٬۶۹۲ (تقریبا ۲۰۰۰نفر) *رقم درحال افزایش* نفر است که در ایلی‌نوی واقع شده‌است.

## موقعیت جغرافیایی
موقعیت جغرافیایی شهرها و مناطق اطراف به شرح زیر است: